# فرانسيسكو فيليكس دي سوزا
فرانسيسكو فيليكس دي سوزا (4 أكتوبر 1754 - 8 مايو 1849) هو كان تاجر رقيق برتغالي برازيلي كان له تأثير كبير في سياسيات الإقليمية لغرب أفريقيا ما قبل الاستعمار.